# Danny Beales
Danny Boy Beales (né en 1988) est un homme politique britannique qui est député d'Uxbridge et South Ruislip depuis 2024. Membre du Parti travailliste, il est auparavant membre du conseil municipal de Camden London Borough de 2014 jusqu'à son élection au Parlement,.

## Jeunesse
Danny Boy Beales est né en 1988, et grandit dans l'ouest de Londres, élevé par sa mère célibataire. Il se retrouve sans abri à deux reprises alors qu'il est adolescent, les deux fois après que sa mère ait été licenciée de son travail, vivant pendant un certain temps avec ses grands-parents à Northampton, puis dans une maison HLM du quartier. Il bénéficie d'une allocation d'entretien d'éducation (EMA), lui permettant de terminer ses études de niveau A. Il rejoint le Parti travailliste à cette époque, frustré par les difficultés financières auxquelles sa famille est confrontée,. Beales étudie la politique et la politique sociale à la London School of Economics.

## Carrière politique

### Conseil de Camden
Après ses études, Beales continue à travailler dans le domaine des campagnes et de la communication avec le Parti travailliste.
Il est élu pour la première fois lors des élections du conseil municipal de Camden London en 2014, et est réélu lors des deux élections municipales suivantes. Beales est initialement élu pour représenter Cantelowes, battant ainsi le seul conseiller libéral-démocrate du quartier. Le siège de Cantelowes est supprimé pour les élections de 2022 et Beales est alors élu pour le quartier de Camden Square. Il est gouverneur de l'école primaire de Torriano, dans sa rue natale,.
Beales est membre du cabinet du conseil de Camden pour les nouveaux logements, l'emploi et l'investissement communautaire. À ce titre, il est responsable des programmes d'investissement communautaire, qui constituent le programme de régénération et de développement immobilier de Camden. 
Beales démissionne de son poste de conseiller municipal de Camden le 12 juillet 2024, une semaine après avoir été élu député.

### Élection partielle d'Uxbridge et South Ruislip
En décembre 2022, Beales est sélectionné comme candidat travailliste pour Uxbridge et South Ruislip pour l'élection partielle, après la démission du député de la circonscription, l'ancien Premier ministre Boris Johnson.
Au cours de la campagne, Beales critique la politique du Maire de Londres, Sadiq Khan, visant à étendre la zone à très faibles émissions dans la périphérie de Londres, notamment Uxbridge et South Ruislip,. Il est battu par le candidat conservateur.

### Élections générales de 2024
Beales est candidat travailliste pour les élections générales de 2024. Cette fois, il l'emporte de justesse sur Steve Tuckwell, le battant par 587 voix.